# 星環戰役
《最後一戰：星環戰役》是一款由全效工作室（Ensemble Studios）開發、以最後一戰系列為背景、Xbox 360平臺的即時戰略遊戲。它也是全效工作室的最後一部作品。游戏于2009年发售。其高清复刻版在2016年12月在Xbox One和Windows 10上发售，支持XPA服务。

## 故事內容
“艦長報告，2531年2月4日。5年，漫長的5年。這就是我們把豐饒星重奪回來所用的時間...”——卡特艦長於遊戲開始時的發言。
故事發生於2531年的2月，UNSC部隊剛剛從星盟手中重奪人類殖民地豐饒星（Harvest）。位於豐饒星軌道上的UNSC火靈號（Spirit of Fire）發現星盟在豐饒星的北極地區中搜尋一些先行者建築物，於是火靈號的艦長詹姆斯·卡特（James Cutter）派出弗吉中士（Sergeant Forge）和安德絲教授（Professor Anders）前往調查。在他們到達前，神風烈士李帕·摩拉密（Ripa 'Moramee）已經來到了先行者遺跡，還打算奉悲愴先知（Prophet of Regret）的命令將遺跡摧毀。當弗吉中士等人到達遺跡並消滅星盟部隊時，安德絲教授發現遺跡中的全息投影顯示另一個人類殖民地阿卡迪亞（Arcadia）也有先行者的遺跡。於是，卡特艦長命令艦上的人工智能瑟琳娜（Serina）將火靈號駛往阿卡迪亞調查遺跡。
當火靈號抵達阿卡迪亞時，星盟正在攻擊阿卡迪亞的城市。在陸戰隊和後來加入戰鬥的斯巴達戰士的保護下，成功撤離平民，然而事件並未結束，平民走後部隊前往最後防禦區一路血戰，最終破壞了星盟的防護罩大基地，和未完工的毀滅性機甲，此時神風烈士卻接到了先知新命令，由於無法破譯先行者遺跡系統所以必須抓捕安德絲教授，星盟期望綜合人類的遺跡知識能加速破譯，最終神風烈士抓走了安德絲，火靈號一路追蹤卻發現到了一個莫名的星球，而蟲族赫然出現在眼前...。

## 角色介紹
- 詹姆斯·卡特艦長（James Cutter）

UNSC支援艦CFV-88火靈號的艦長，是一位出色的指揮官。卡特原本能夠擔任UNSC巡洋艦預言號的艦長，但由於他十分重視家庭，不想離家人太遠而拒绝。在Halo Wars Genesis漫畫中，卡特艦長派遺了弗吉中士和陸戰隊員登上被星盟戰艦重創的預言號來消滅星盟部隊、營救生還者，並遵守『科爾協議』徹底清除預言號電腦系統中的記憶核心。
- 約翰·弗吉中士（John Forge）

一名陸戰隊老兵，作戰表現出色，但因不服從命令而被降職。

## 發售版本
《最後一戰：星環戰役》發售兩個不同版本，分別是普通版、及珍藏版。
《最後一戰：星環戰役》白金版發售於2010年2月。

## 续作
在《光环战争》结束开发后，该作的开发组全效工作室便被微软解散。业界普遍认为《光环战争》不会再有续作。然而时隔六年后的2015年的科隆游戏展上，微软公布了本作的续作《光环战争2》；由世嘉旗下的The Creative Assembly负责制作，将登陆Xbox One和Windows平台。

## 外部連結
- （英文）官方网站
- （英文）Halo Wars Community Halo Wars Community （页面存档备份，存于）
- （英文）Halo Wars Xbox.com Page （页面存档备份，存于）
- （英文）Halo Wars Game Manual （页面存档备份，存于）